# SVT-triangel

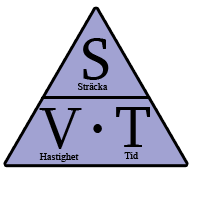
En SVT-triangel med divisionsstreck och multiplikationstecken utsatta

SVT-triangeln är ett triangelformat diagram som kan användas för att snabbt ta fram formlerna för att räkna ut medelfarten v, sträckan s eller tiden t för en rätlinjig, likformig rörelse om de övriga två storheterna är kända. Triangeln består av två rader: på övre raden står storheten s och på undre raden återfinnes storheterna v och t. För att erhålla formeln för en storhet täcker man i triangeln över storheten; då kommer formeln för den aktuella storheten uttryckt i de två andra att stå ensam i diagrammet. Om man till exempel för en rörelse känner till medelfarten och sträckan, och vill veta hur lång tid rörelsen tar, så håller man för tiden t. Då återstår i diagrammet s ovanför v, vilket tolkas som formeln s/v. Om man i stället håller över s, så ser man i diagrammet vt, vilket tolkas som produkten av v och t. V står för velocity (hastighet på engelska), T för tid och S för sträcka.